# Schiavitù
(Nazioni Unite, Convenzione supplementare sull'abolizione della schiavitù, del commercio di schiavi e delle istituzioni e pratiche analoghe alla schiavitù)
La schiavitù è una forma di sfruttamento del lavoro umano. Non è possibile offrire una definizione univoca che comprenda tutte le manifestazioni storiche tradizionalmente associate al fenomeno schiavile, così come non è univoca la definizione di schiavo, cioè la persona in condizione di schiavitù. Riflettono solo parzialmente la condizione di schiavitù elementi come lo sfruttamento non retribuito del lavoro umano, la condizione giuridica dello schiavo come res ('cosa'), oggetto cioè alienabile da parte del proprietario o, infine, la presenza di un mercato globale e lo sviluppo di un sistema economico legato allo scambio di schiavi contro altri beni (schiavismo).